# Смоленськ-Центральний
Смолéнськ-Центрáльний — вузлова залізнична станція Смоленського регіону Московської залізниці в місті Смоленську Смоленської області.
Основна залізнична двоколійна електрифікована магістраль Москва — Мінськ — Берестя має важливе як пасажирське, так і вантажне значення й проходить через міста: Гагарін, Вязьма, Сафоново, Ярцево й Смоленськ. Крім неї діють одноколійні тепловозні лінії: історична Рига — Орел (через Рудню, Голинки, Смоленськ, Починок і Рославль) і Смоленськ — Сухиничі.

## Історія
Смоленщина однією з перших прийняла на своїх просторах залізниці, найпершою з яких стала Ризько-Орловська, яка була прокладена через Смоленськ у 1868 році.

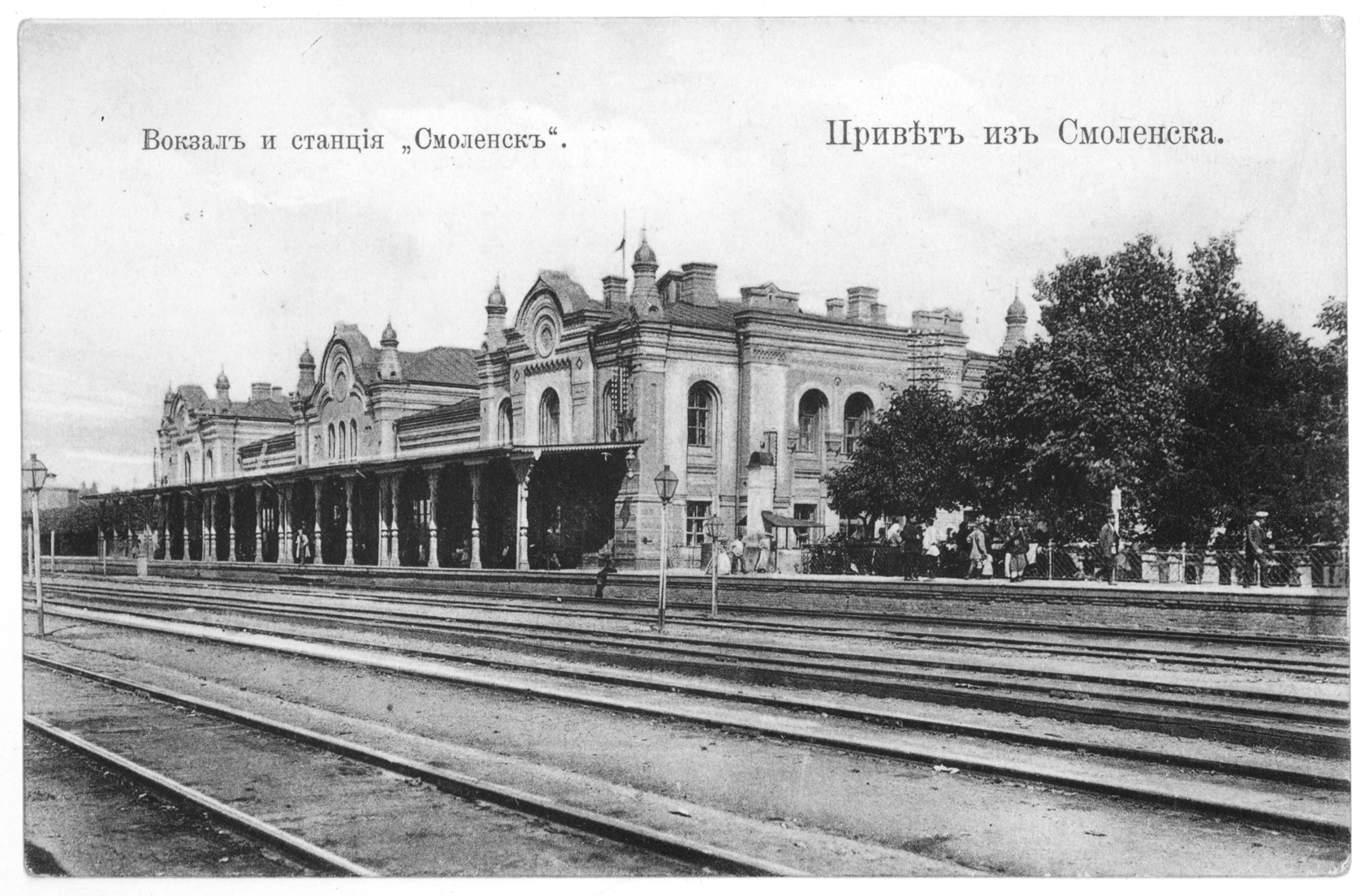
Історична будівля вокзалу

Двома роками пізніше відкрито рух залізничною лінією Москва-Смоленська — Смоленськ, яку ще через рік подовжили до Берестя, а наприкінці XIX століття залізничну колію прокладено від Смоленська до Козлова. Всі ці стрімкі зміни проходили в рамках потужного економічного буму, одним з найхарактерніших проявів якого було масштабне будівництво залізниць, що додали місту додатковий імпульс у розвитку, зробивши його великим транспортним вузлом і торговельно-перевалочним пунктом.
З 1896 року з відкриттям лінії Духівська — Раненбург стала вузловою.
У 1979 році розпочата електрифікація змінним струмом (~25 кВ) дільниці Вязьма — Красне.
1 червня 1980 року відкрито рух пасажирських поїздів під електротягою електровозами ЧС4т на дільниці Смоленськ — Орша.
2 липня 1981 року завершена електрифікація дільниці Смоленськ — Красне, яку відкривав перший вантажний поїзд під електротягою за маршрутом Орша — Смоленськ.
У 2008 році з південної сторони вокзалу, неподалік від Колгоспної площі, відкритий приміський термінал.

## Вокзал

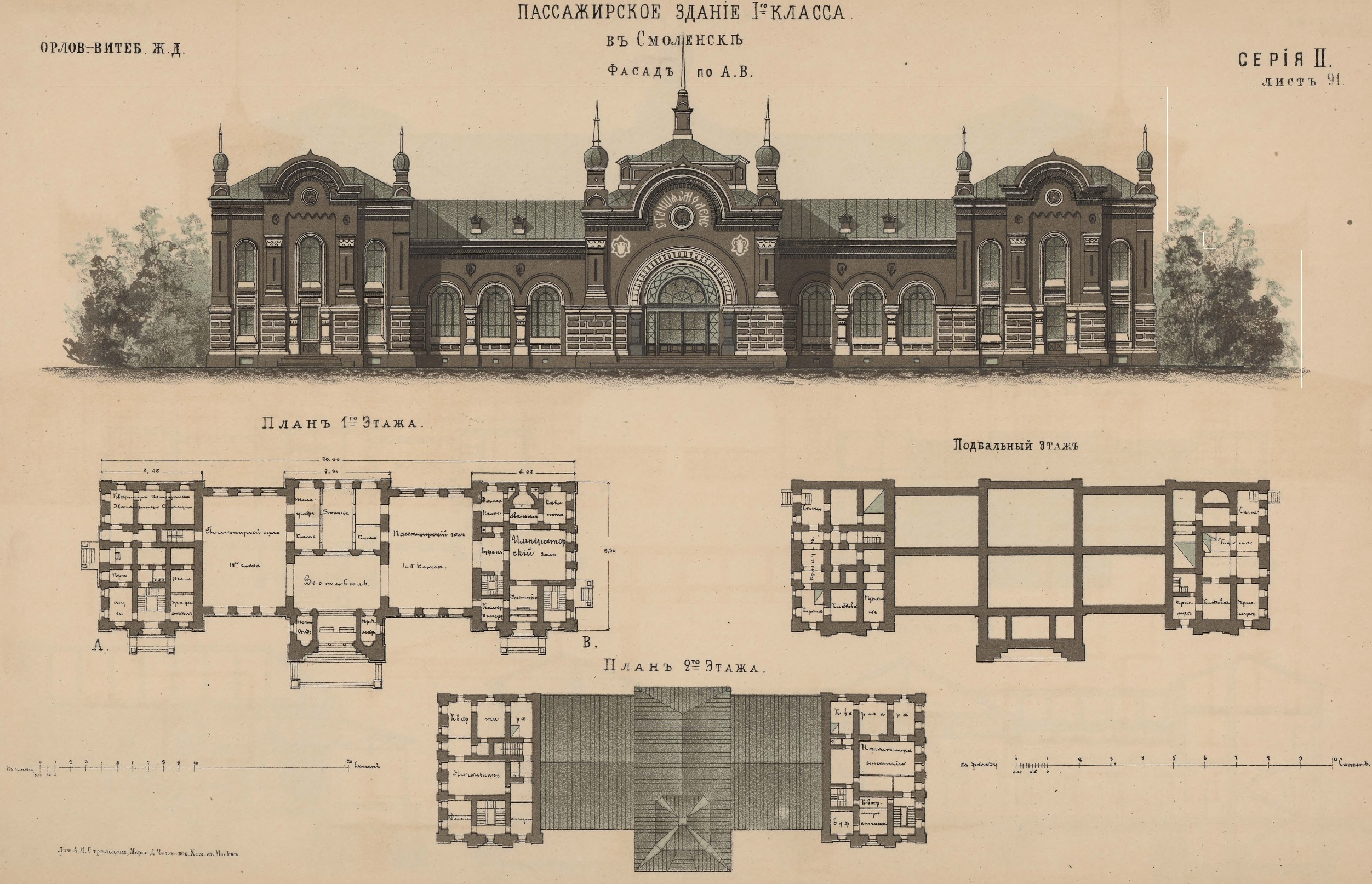
Креслення першого вокзалу

Перший вокзал в Смоленську, що складався з двох будівель, розташованих вздовж північного і південного перонів і з'єднувалися аркою з годинником, був пам'яткою архітектури, виконаний в стилі неокласицизму. За задумом архітекторів, вокзал повинен був не тільки зустрічати гостей, виконуючі всі відповідні функції, але також і слугувати візитною карткою міста. Але після майже 70 років служби перший вокзал був сильно зруйнований під час нальотів гітлерівців на Смоленськ влітку 1941 року і не підлягав відновленню.

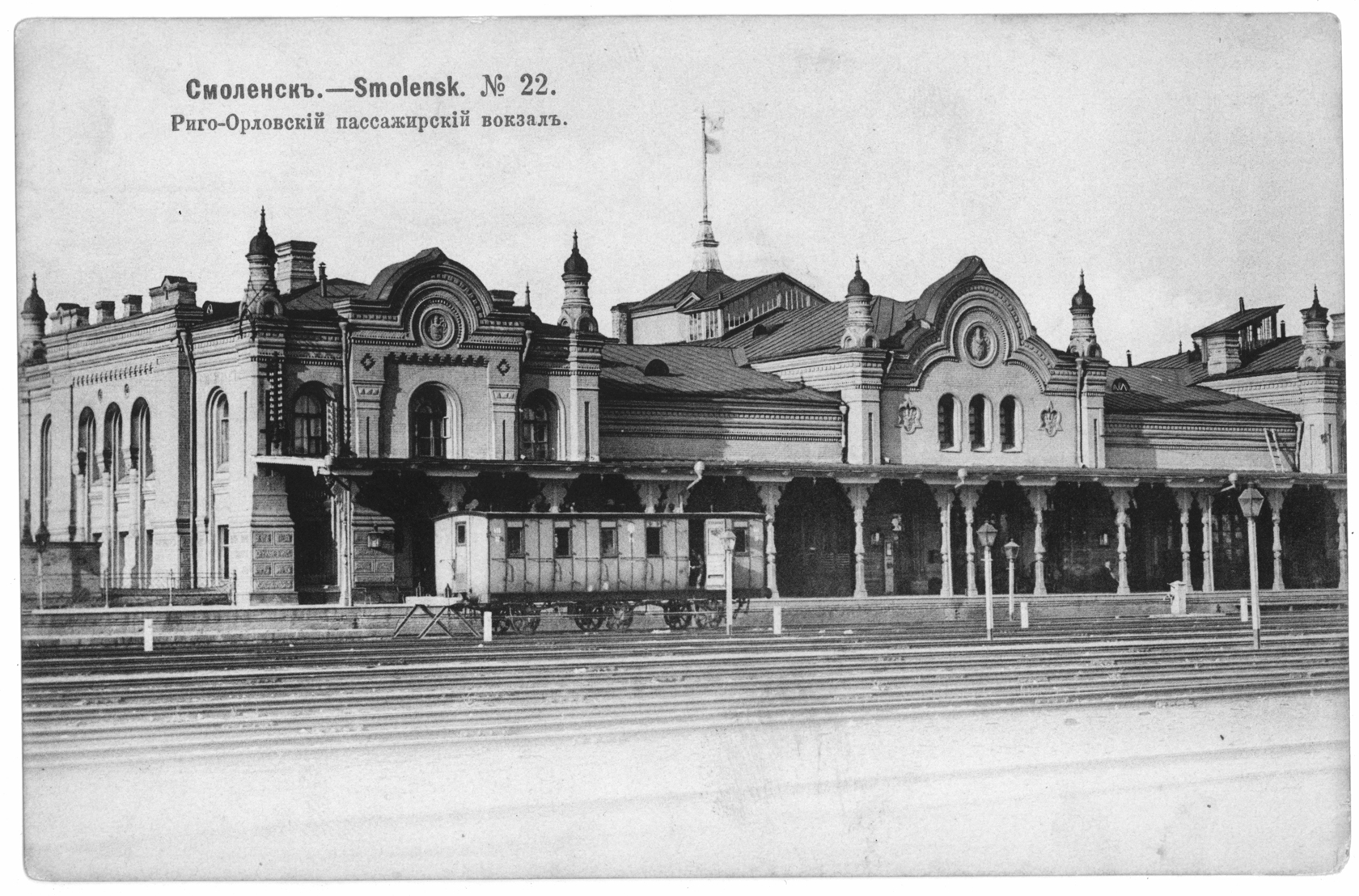
Ризько-Орловський вокзал

1947 року побудований тимчасовий дерев'яний вокзал, а впродовж 1949—1952 років за проєктом архітекторів Б. С. Мезенцева і М. А. Шпотова звели величну будівлю залізничного вокзалу Смоленська, що став, окрім власне місця прийому і обробки пасажиропотоку, ще й справжньою окрасою міста.
Будівлю залізничного вокзалу Смоленськ-Центральний споруджено в характерному для того часу неокласичному стилі. Найбільш домінантною і виразною частиною всього вокзального ансамблю є його симетричний головний фасад, звернений на велику Привокзальну площу. На головному фасаді виділяється високий триповерховий заглиблений арковий отвір зі входами і колонадою, увінчаний неповним циркулярним завершенням. Фасади будівлі вокзалу пофарбовані в бірюзовий колір з білими декоративними наличникам на дверях і вікнах, карнизами, півколоннами і окантовками, тонко розкреслені по штукатурці під руст. Декоративні пояски, що йдуть ризалітами та іншими ділянками фасадів, складаються з ліпних медальйонів і розеток.
Всередині будівля вокзалу також багато оздоблена декоративною ліпниною. Високі склепіння центральних залів, покликані створити відчуття масштабу і величної естетики, тримаються на монументальних колонах.
У приміщеннях вокзалу є кілька величезних художніх полотен, подарованих митцями в різні часи. Так, тут можна побачити, наприклад, репродукції картин Сєрова «Ходаки у Леніна», Кившенко «Військова рада у Філях», Непринцева «Відпочинок після бою» і навіть репродукцію картини Шишкіна «Рубка лісу». Останнім таким даром стала картина «Смоленськ православний», написана художником Анатолієм Булдаковим. На відміну від всіх попередніх робіт — це єдиний оригінал.
У 2006 році відбулася реконструкція вокзального комплексу, в якому розташовані 11 квиткових кас, зали чекання, кафе, камери схову, торговельні точки і все необхідне для мандрівників. Щодня вокзал обслуговує близько 11 тисяч пасажирів, а з прилеглих перонів відправляються пасажирські та швидкі поїзди майже у всіх напрямках.

## Інфраструктура
Складається з двох вокзальних будівель (вокзалу для поїздів далекого та приміського сполучення) та платформ, що з'єднані пішохідним мостом. У східній частині острівної платформи з головною будівлею вокзалу розташовується Привокзальна площа з трамвайним кільцем (маршрути № 3, 4), під'їзд до яких здійснюється з П'ятницького шляхопроводу.

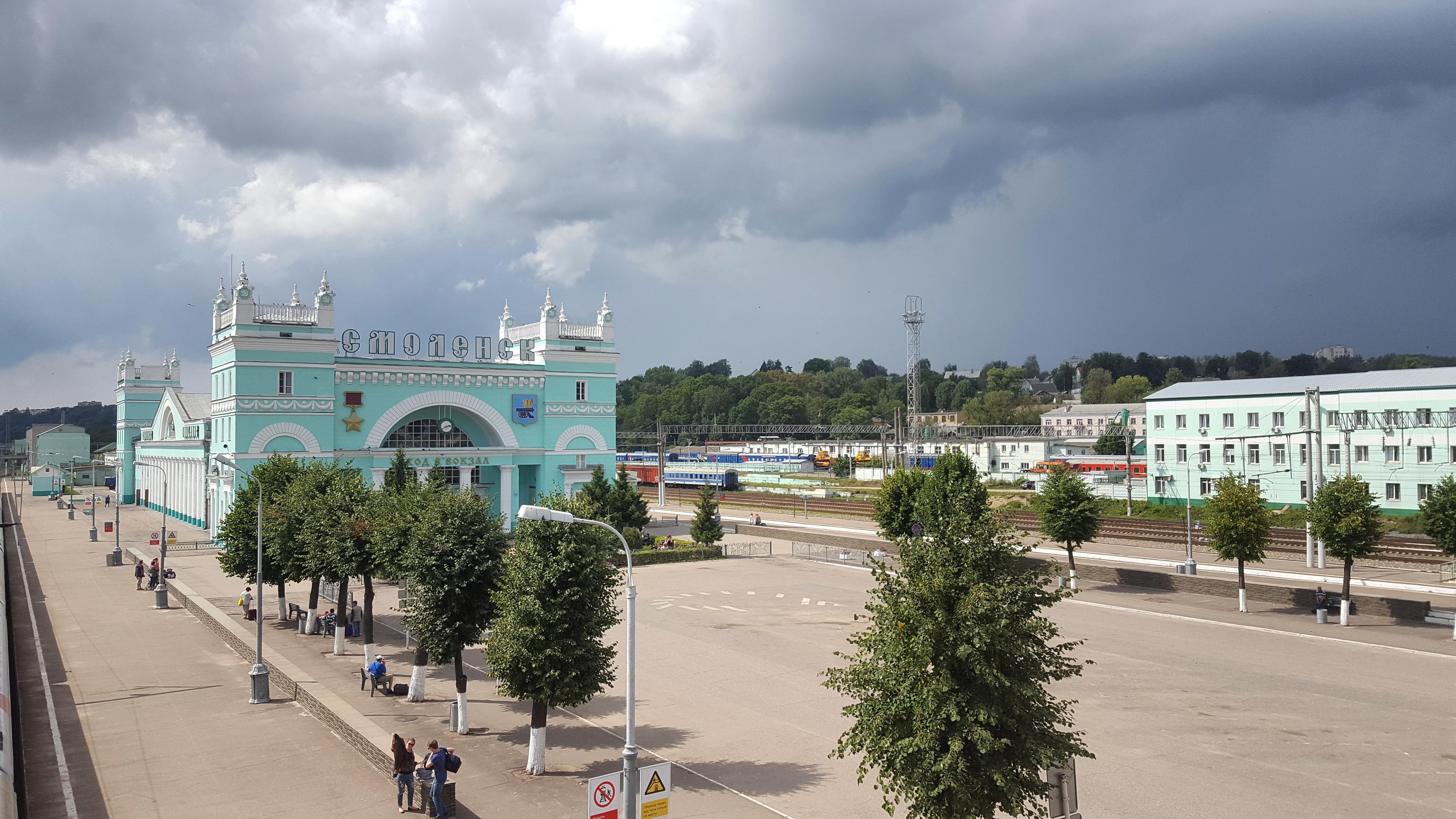
Привокзальна площа

Станція обладнана касами і турнікетами. Навіси відсутні. Неподалік від станції розташовано локомотивне депо «Смоленськ».

## Послуги
На вокзалі Смоленськ-Центральний надаються наступні послуги:
- інформаційно-довідкові послуги;
- оголошення інформації по гучному зв'язку;
- оформлення проїзних документів на поїзди далекого прямування;
- довідки письмові про вартість проїзду;
- видача довідки про набутий раніше або загублений проїзний документ;
- послуги перебування / проживання на вокзалі;
- послуги зі зберігання ручної поклажі і багажу;
- санітарно-гігієнічні послуги;
- зона відпочинку для пасажирів;
- бронювання місць в кімнатах відпочинку;
- спальні місця в кімнатах відпочинку;
- кафе;
- медпункт;
- Wi-Fi;
- паркування автотранспорту.

## Пасажирське сполучення
Через Смоленськ прямують поїзди у міжнародному сполученні до Мінська, Берестя, Гродно, Гомеля. У внутрішньому сполученні до Москви, Адлера, Архангельська, Калінінграда, Новосибірська, Саратова та інших міст. Раніше курсували поїзди до Варшави, Берліна, Праги, Відня, Парижу, Ніцци.
Станція Смоленськ-Центральний приймає та відправляє пасажирські поїзди далекого сполучення:
| Поїзди далекого сполучення    | Поїзди далекого сполучення    |
| №                             | Маршрут сполучення            |
| Поїзди, що курсують цілий рік | Поїзди, що курсують цілий рік |
| ----------------------------- | ----------------------------- |
| 1/2 «Білорусь»                | Москва — Мінськ               |
| 9/10 «Полонез»                | Москва — Варшава              |
| 13/14 «Стриж»                 | Москва — Берлін               |
| 17/18                         | Москва — Ніцца                |
| 21/22                         | Москва — Прага                |
| 23/24                         | Москва — Париж                |
| 25/26                         | Москва — Мінськ               |
| 27/28                         | Москва — Берестя              |
| 29/30 «Янтарь»                | Москва — Калінінград          |
| 33/34                         | Москва — Смоленськ            |
| 39/40 «Двіна»                 | Москва — Полоцьк              |
| 55/56 «Сож»                   | Москва — Гомель               |
| 63/64                         | Новосибірськ — Мінськ         |
| 77/78 «Німан»                 | Москва — Гродно               |
| 87/88                         | Санкт-Петербург — Смоленськ   |
| 95/96                         | Москва — Берестя              |
| 103/104                       | Новосибірськ — Берестя        |
| 133/134                       | Архангельськ — Мінськ         |
| 317/318                       | Караганда — Барановичі        |
| 359/360                       | Адлер — Калінінград           |
| 373/374 «Таврія»              | Сімферополь — Смоленськ       |
| 731/732 «Ластівка»            | Москва — Смоленськ            |
| 733/734 «Ластівка»            | Москва — Смоленськ            |
| 735/736 «Ластівка»            | Москва — Смоленськ            |
| Поїзди сезонного призначення  |                               |
| 131/132                       | Москва — Берестя              |
| 147/148                       | Москва — Калінінград          |
| 425/426                       | Челябінськ — Калінінград      |
| 467/468                       | Адлер — Смоленськ             |
| 535/536                       | Анапа — Смоленськ             |
| 555/556                       | Адлер — Смоленськ             |

Приміські потяги з'єднують Смоленськ з Вязьмою, Красним, Руднею, Брянськом, Рославлем та іншими містами
| Поїзди приміського сполучення               | Поїзди приміського сполучення |
| Маршрут сполучення                          |                               |
| ------------------------------------------- | ----------------------------- |
| Починок — Смоленськ                         |                               |
| Красне — Смоленськ                          |                               |
| Смоленськ — Красне                          |                               |
| Голинки — Смоленськ                         |                               |
| Сафоново — Смоленськ                        |                               |
| Смоленськ — Єльня — Фаянсова                |                               |
| Смоленськ — Вязьма                          |                               |
| Смоленськ — Починок                         |                               |
| Смоленськ — Рудня                           |                               |
| Вязьма — Смоленськ                          |                               |
| Фаянсова — Єльня — Смоленськ                |                               |
| Брянськ-Орловський — Рославль I — Смоленськ |                               |
| Рудня — Смоленськ                           |                               |
| Смоленськ — Рославль I — Брянськ-Орловський |                               |
| Смоленськ — Сафоново                        |                               |

## Галерея

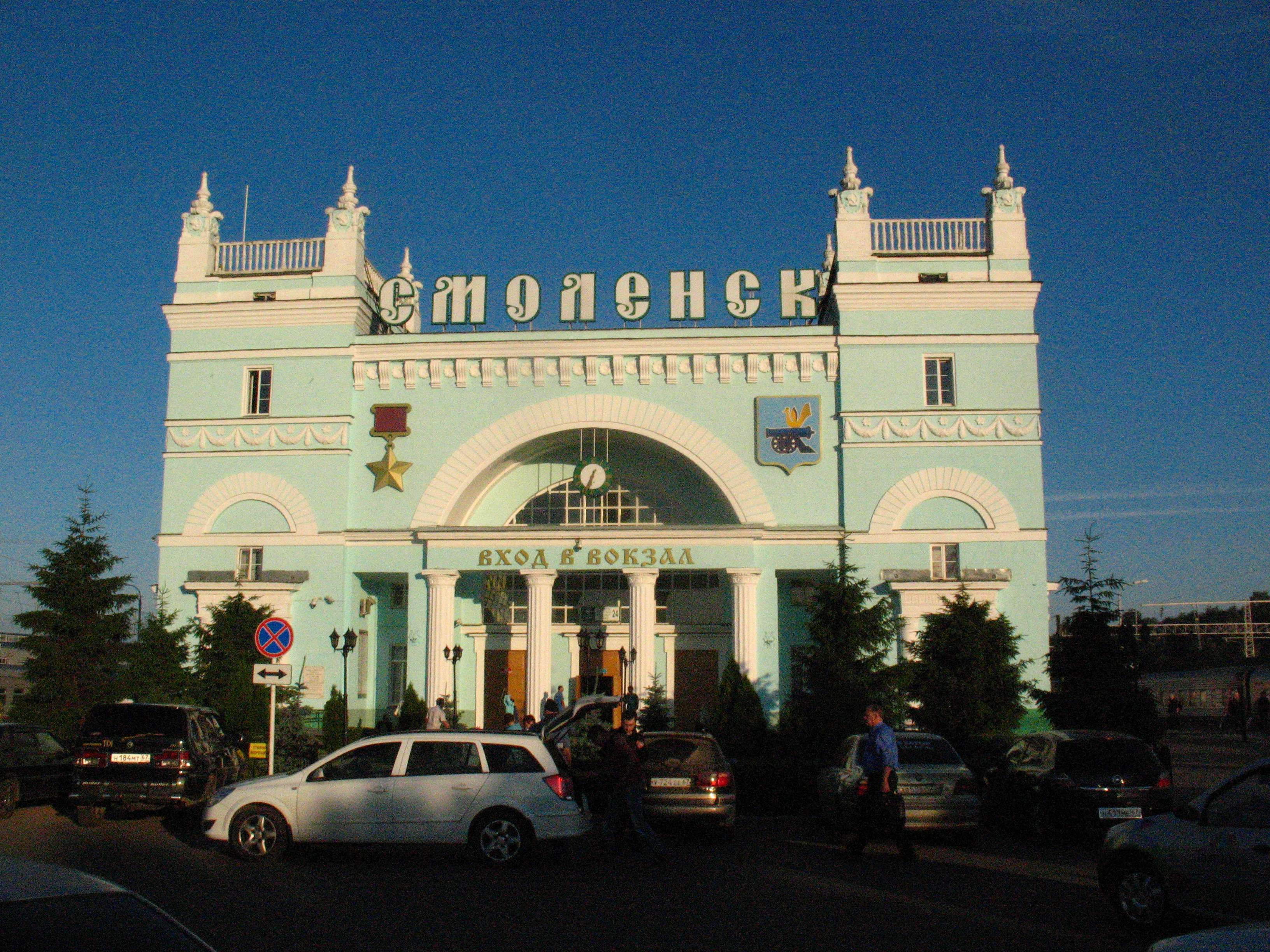
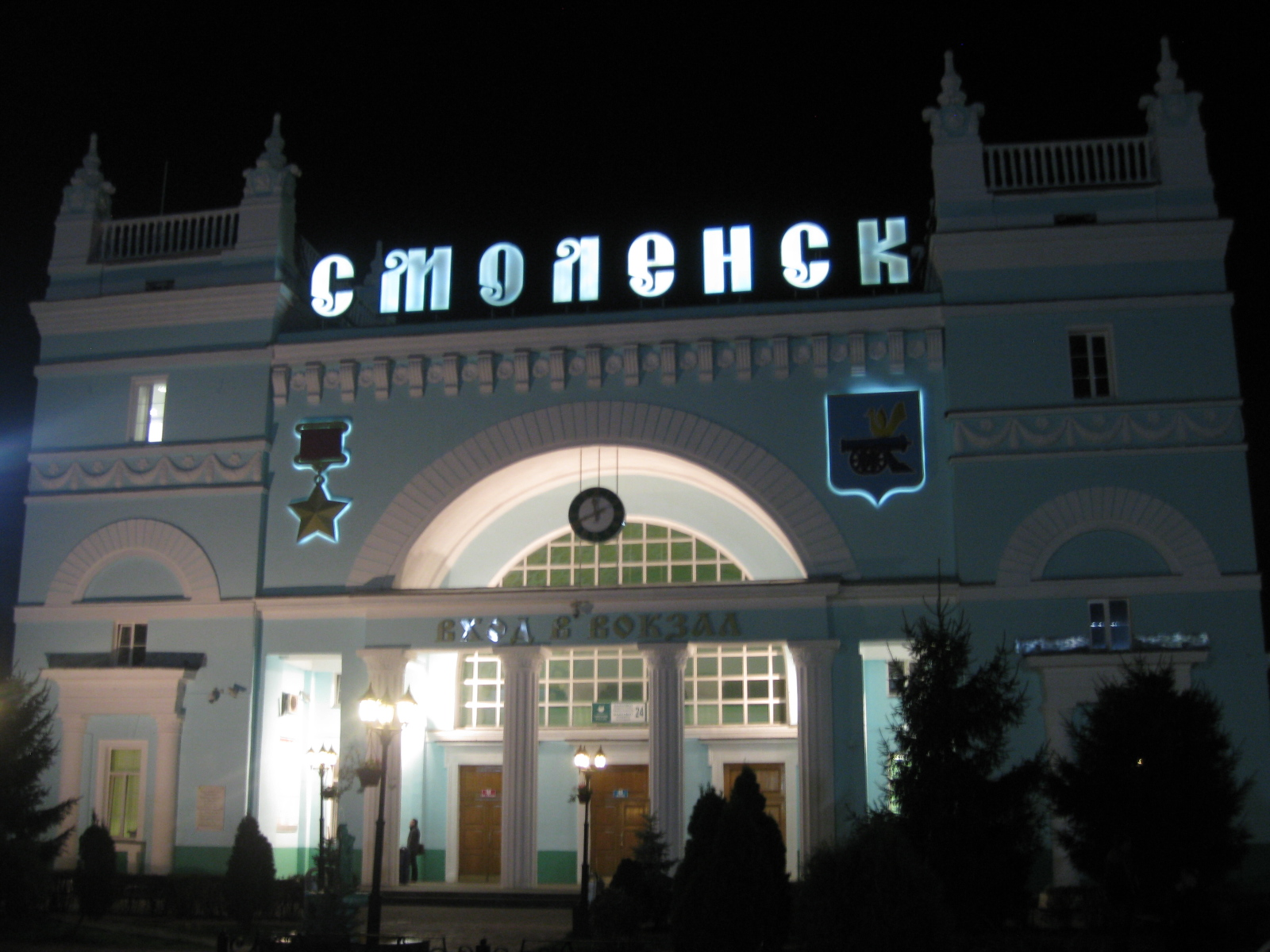
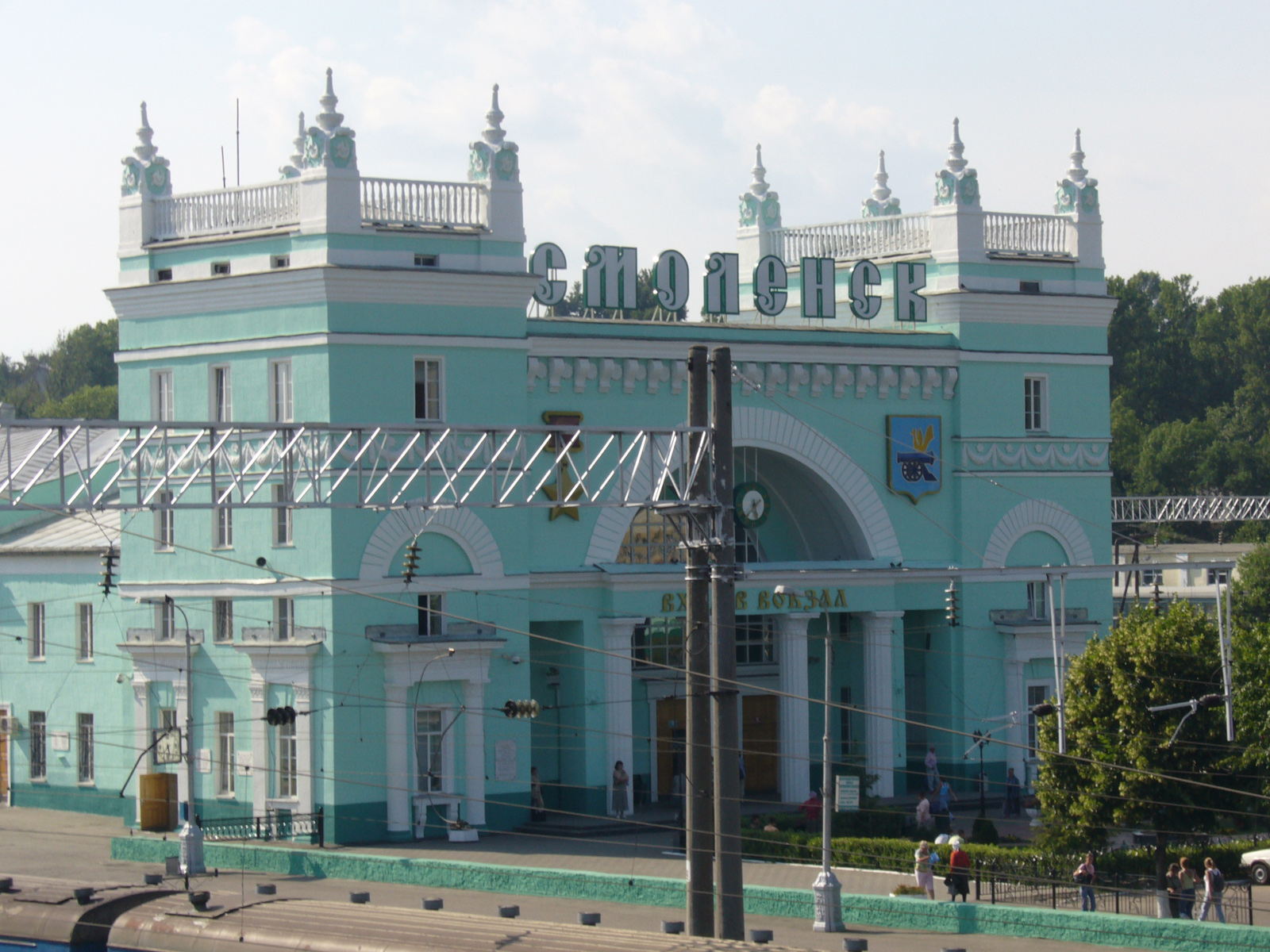
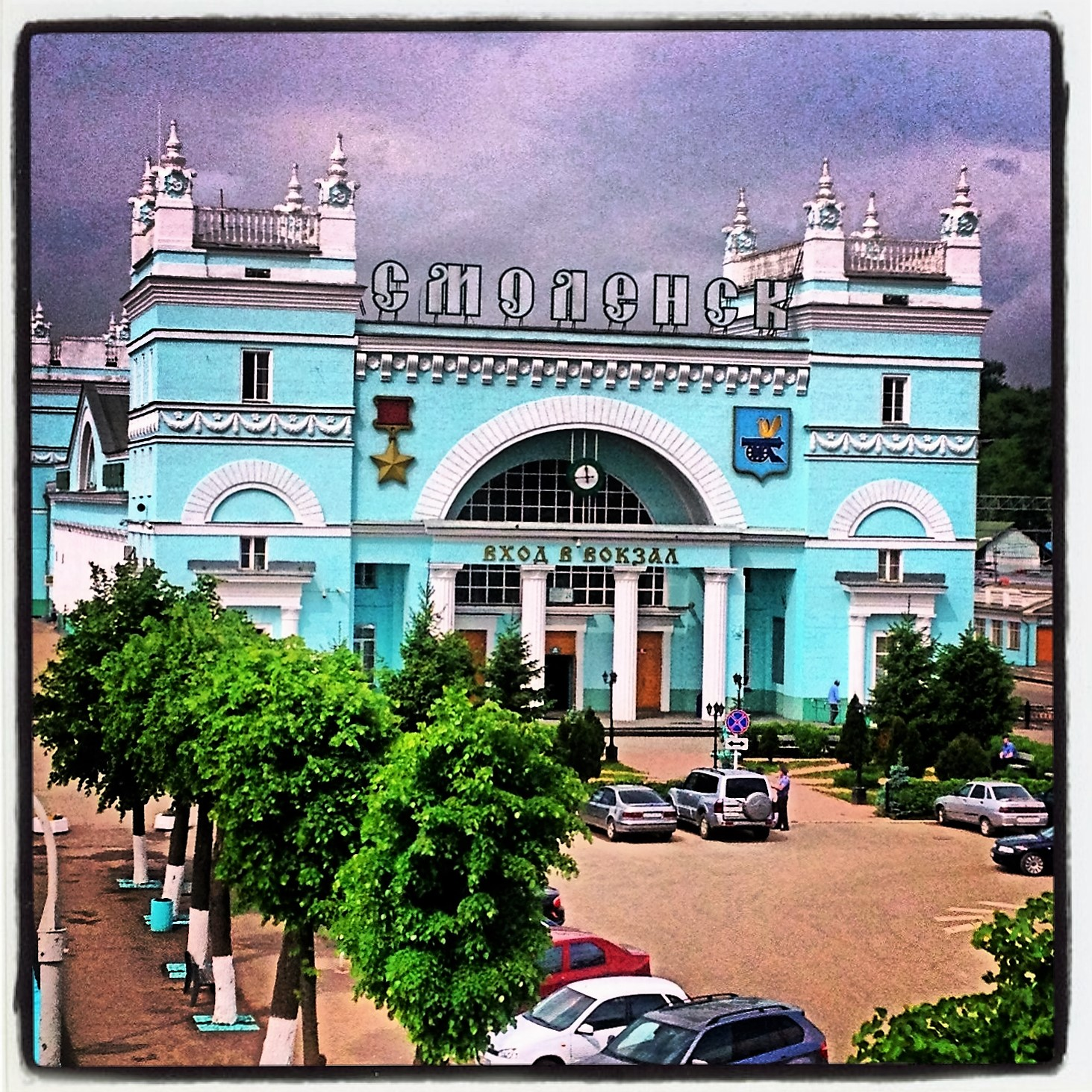
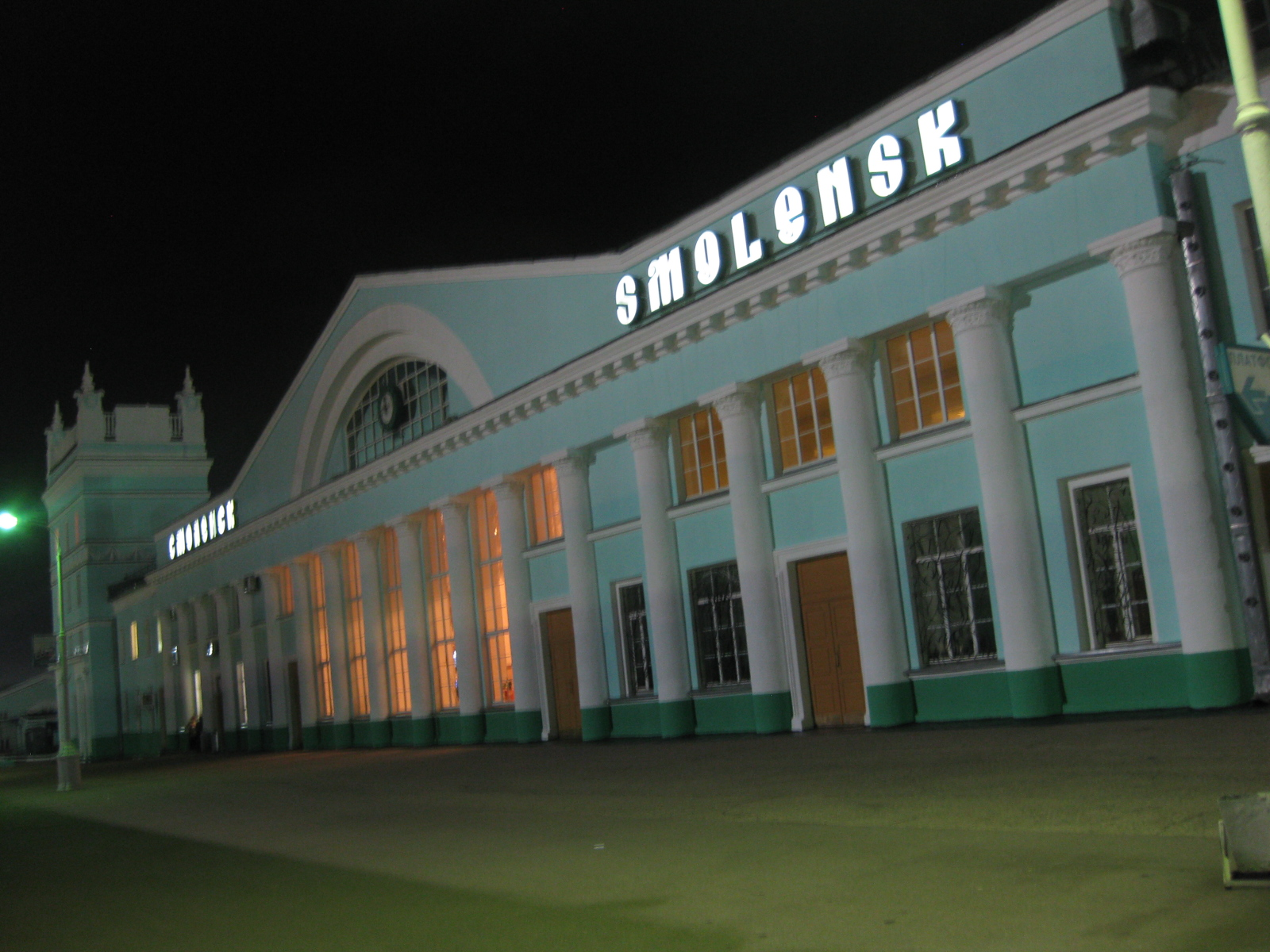